# Martaizé
Martaizé é uma comuna francesa na região administrativa da Nova Aquitânia, no departamento de Vienne. Estende-se por uma área de 19,48 km². Em 2010 a comuna tinha 390 habitantes (densidade: 20 hab./km²).